# كسانق (آذغان)
كسانق (بالفارسية: کسانق) هي منطقة سكنية تقع في إيران في قسم آذغان الریفي. يقدر عدد سكانها بـ 532 نسمة .